# Национальная геологоразведочная компания
«Национа́льная геологоразве́дочная компа́ния» (НГРК) — российская корпорация, работающая в сфере привлечения инвестиций в разработку месторождений, разработки и внедрения новых технологий геологоразведки и добычи полезных ископаемых, операций на вторичном рынке драгоценных металлов и ювелирных камней. «Национальная геологоразведочная компания» является инвестиционным проектом группы компаний «РОЭЛ».

## Деятельность
В 2008 г. НГРК выявила месторождение рудного золота в Бурятии, на участке Перевальный (междуречье Бамбуйка-Ципа), принадлежащем московской компании «Геомин Менеджмент». Работы проводились в рамках заключенного контракта.
В 2009 г. компания начала операции на вторичном рынке драгметаллов и ювелирных камней.
В 2010 г. НГРК стала участником консорциума, образованного с целью создания и практического внедрения технологии извлечения ценных рудных остатков из хвостов, собранных в сливах и отвалах горно-обогатительных комбинатов.